# شرکت زرمرغ
شرکت زرمرغ یک منطقهٔ مسکونی در ایران است که در دهستان خرم‌آباد واقع شده‌است. شرکت زرمرغ ۶۹ نفر جمعیت دارد.